# 招子庸
招子庸（1786年—1847年），原名為功，字銘山，號明珊居士，
廣州南海横沙村（今屬廣州白雲區金沙街道橫沙社區）人，清代文學家，舉人。

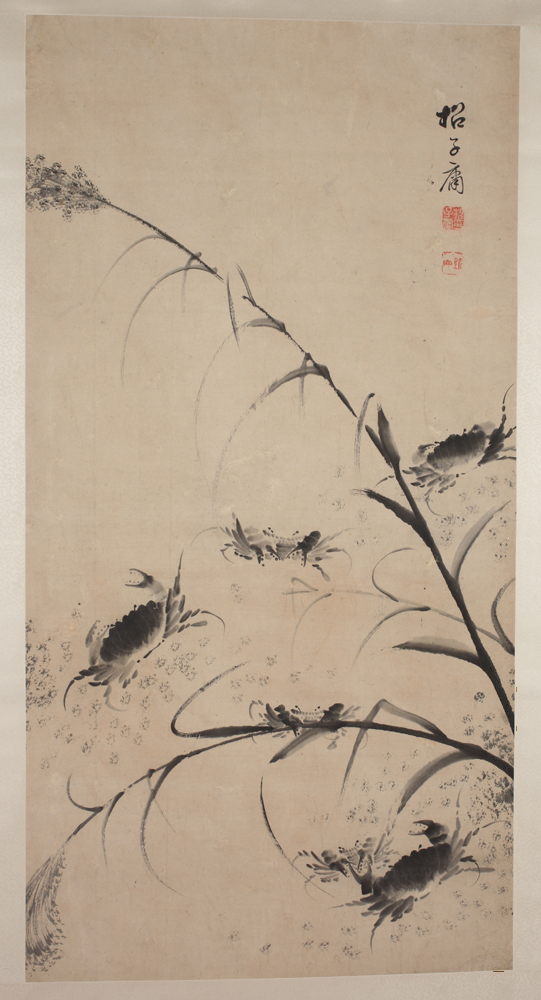
招子庸《水墨芦蟹图轴》，深圳博物馆藏

## 生平
出身於富裕家庭的招子庸自小能夠寫文章，畫畫，並且懂得音樂與騎射。嘉慶二十一年（1816年）考取舉人。他曾經在山東濰縣等地擔任知縣，煙台蓬萊閣安放了他所繪畫的大型壁畫。罷官後，撰寫《粤謳》一書，收有粤謳作品97題、121首。前香港總督金文泰於1904年把《粤謳》譯成英文，改名《廣州情歌》，介紹到歐洲。1992年，學者Peter T. Morris亦再將招子庸的《粵謳》譯為英文，收錄97首粵謳，在香港大學出版社出版了《Cantonese Love Songs: An English translation of Jiu Ji-yung's Cantonese songs of the early 19th century》一書。

## 著作
- 《粵謳》[8]
- 《粵謳.再粵謳》 [8]
- 《粵謳、民間歌謠》 4 集[8]